# Eddie Powers Memorial Trophy
Die Eddie Powers Memorial Trophy ist eine Auszeichnung der Ontario Hockey League. Sie wird seit Ende der Saison 1945/46 jährlich an den punktbesten Spieler der OHL vergeben. Die Statistik des besten Scorers wird bereits seit der Spielzeit 1934/35 geführt, jedoch wurde die zugehörige Trophäe erst elf Jahre später eingeführt. Der Trophäengewinner hat seit 1994 auch die Chance den CHL Top Scorer Award zu gewinnen.
Die Auszeichnung wurde vom Toronto Marlboro Athletic Club im Gedenken an Eddie Powers gestiftet. Sie entspricht der Bob Clarke Trophy der Western Hockey League sowie der Trophée Jean Béliveau der Ligue de hockey junior majeur du Québec.

## Gewinner
Erläuterungen: Farblich unterlegte Spieler haben im selben Jahr den CHL Top Scorer Award gewonnen.
| Jahr    | Spieler                      | Team                                                   | Punkte         |
| ------- | ---------------------------- | ------------------------------------------------------ | -------------- |
| 2024/25 | Michael Misa                 | Saginaw Spirit                                         | 134            |
| 2023/24 | David Goyette                | Sudbury Wolves                                         | 117            |
| 2022/23 | Matthew Maggio               | Windsor Spitfires                                      | 111            |
| 2021/22 | Wyatt Johnston               | Windsor Spitfires                                      | 124            |
| 2020/21 | nicht vergeben               | nicht vergeben                                         | nicht vergeben |
| 2019/20 | Marco Rossi                  | Ottawa 67’s                                            | 120            |
| 2018/19 | Jason Robertson              | Kingston Frontenacs Niagara IceDogs                    | 117            |
| 2017/18 | Aaron Luchuk                 | Windsor Spitfires Barrie Colts                         | 115            |
| 2016/17 | Alex DeBrincat               | Erie Otters                                            | 127            |
| 2015/16 | Kevin Labanc                 | Barrie Colts                                           | 127            |
| 2014/15 | Dylan Strome                 | Erie Otters                                            | 129            |
| 2013/14 | Connor Brown                 | Erie Otters                                            | 128            |
| 2012/13 | Vincent Trocheck             | Plymouth Whalers                                       | 109            |
| 2011/12 | Michael Sgarbossa            | Sudbury Wolves                                         | 102            |
| 2010/11 | Jason Akeson Tyler Toffoli   | Kitchener Rangers Ottawa 67’s                          | 108            |
| 2009/10 | Taylor Hall Tyler Seguin     | Windsor Spitfires Plymouth Whalers                     | 106            |
| 2008/09 | John Tavares                 | London Knights                                         | 104            |
| 2007/08 | Justin Azevedo               | Kitchener Rangers                                      | 124            |
| 2006/07 | Patrick Kane                 | London Knights                                         | 145            |
| 2005/06 | Rob Schremp                  | London Knights                                         | 145            |
| 2004/05 | Corey Perry                  | London Knights                                         | 130            |
| 2003/04 | Corey Locke                  | Ottawa 67’s                                            | 118            |
| 2002/03 | Corey Locke                  | Ottawa 67’s                                            | 151            |
| 2001/02 | Nathan Robinson              | Belleville Bulls                                       | 110            |
| 2000/01 | Kyle Wellwood                | Belleville Bulls                                       | 118            |
| 1999/00 | Sheldon Keefe                | Barrie Colts                                           | 121            |
| 1998/99 | Peter Sarno                  | Sarnia Sting                                           | 130            |
| 1997/98 | Peter Sarno                  | Windsor Spitfires                                      | 121            |
| 1996/97 | Marc Savard                  | Oshawa Generals                                        | 130            |
| 1995/96 | Aaron Brand                  | Sarnia Sting                                           | 119            |
| 1994/95 | Marc Savard                  | Oshawa Generals                                        | 139            |
| 1993/94 | Jason Allison                | London Knights                                         | 142            |
| 1992/93 | Andrew Brunette              | Owen Sound Platers                                     | 162            |
| 1991/92 | Todd Simon                   | Niagara Falls Thunder                                  | 146            |
| 1990/91 | Eric Lindros                 | Oshawa Generals                                        | 149            |
| 1989/90 | Keith Primeau                | Niagara Falls Thunder                                  | 127            |
| 1988/89 | Bryan Fogarty                | Niagara Falls Thunder                                  | 155            |
| 1987/88 | Andrew Cassels               | Ottawa 67’s                                            | 151            |
| 1986/87 | Scott McCrory                | Oshawa Generals                                        | 150            |
| 1985/86 | Ray Sheppard                 | Cornwall Royals                                        | 142            |
| 1984/85 | Dave MacLean                 | Belleville Bulls                                       | 154            |
| 1983/84 | Tim Salmon                   | Kingston Canadians                                     | 145            |
| 1982/83 | Doug Gilmour                 | Cornwall Royals                                        | 177            |
| 1981/82 | Dave Simpson                 | London Knights                                         | 155            |
| 1980/81 | John Goodwin                 | Sault Ste. Marie Greyhounds                            | 166            |
| 1979/80 | Jim Fox                      | Ottawa 67’s                                            | 166            |
| 1978/79 | Mike Foligno                 | Sudbury Wolves                                         | 150            |
| 1977/78 | Bobby Smith                  | Ottawa 67’s                                            | 192            |
| 1976/77 | Dwight Foster                | Kitchener Rangers                                      | 143            |
| 1975/76 | Mike Kaszycki                | Sault Ste. Marie Greyhounds                            | 170            |
| 1974/75 | Bruce Boudreau               | Toronto Marlboros                                      | 165            |
| 1973/74 | Jack Valiquette Rick Adduono | Sault Ste. Marie Greyhounds St. Catharines Black Hawks | 135            |
| 1972/73 | Blake Dunlop                 | Ottawa 67’s                                            | 159            |
| 1971/72 | Dave Gardner Billy Harris    | Toronto Marlboros                                      | 129            |
| 1970/71 | Marcel Dionne                | St. Catharines Black Hawks                             | 143            |
| 1969/70 | Marcel Dionne                | St. Catharines Black Hawks                             | 132            |
| 1968/69 | Réjean Houle                 | Montréal Junior Canadiens                              | 108            |
| 1967/68 | Tom Webster                  | Niagara Falls Flyers                                   | 114            |
| 1966/67 | Derek Sanderson              | Niagara Falls Flyers                                   | 101            |
| 1965/66 | André Lacroix                | Peterborough Petes                                     | 120            |
| 1964/65 | Ken Hodge                    | St. Catharines Black Hawks                             | 123            |
| 1963/64 | André Boudrias               | Montréal Junior Canadiens                              | 135            |
| 1962/63 | Wayne Maxner                 | Niagara Falls Flyers                                   | 94             |
| 1961/62 | André Boudrias               | Montréal Junior Canadiens                              | 97             |
| 1960/61 | Rod Gilbert                  | Guelph Biltmore Mad Hatters                            | 103            |
| 1959/60 | Chico Maki                   | St. Catharines Teepees                                 | 92             |
| 1958/59 | Stan Mikita                  | St. Catharines Teepees                                 | 97             |
| 1957/58 | John McKenzie                | St. Catharines Teepees                                 | 99             |
| 1956/57 | Bill Sweeney                 | Guelph Biltmore Mad Hatters                            | 106            |
| 1955/56 | Stan Baliuk                  | Kitchener Canucks                                      | 104            |
| 1954/55 | Hank Ciesla                  | St. Catharines Teepees                                 | 106            |
| 1953/54 | Brian Cullen                 | St. Catharines Teepees                                 | 161            |
| 1952/53 | Jim McBurney                 | Galt Black Hawks                                       | 96             |
| 1951/52 | Ken Laufman                  | Guelph Biltmore Mad Hatters                            | 139            |
| 1950/51 | Lou Jankowski                | Oshawa Generals                                        | 124            |
| 1949/50 | Earl Reibel                  | Windsor Spitfires                                      | 129            |
| 1948/49 | Bert Giesebrecht             | Windsor Spitfires                                      | 93             |
| 1947/48 | George Armstrong             | Stratford Kroehlers                                    | 73             |
| 1946/47 | Fleming Mackell              | Toronto St. Michael’s Majors                           | 82             |
| 1945/46 | Tod Sloan                    | Toronto St. Michael’s Majors                           | 79             |

### Punktführende vor 1946
| Jahr    | Spieler         | Team                         | Punkte |
| ------- | --------------- | ---------------------------- | ------ |
| 1944/45 | Léo Gravelle    | Toronto St. Michael’s Majors | 52     |
| 1943/44 | Ken Smith       | Oshawa Generals              | 79     |
| 1942/43 | Red Tilson      | Oshawa Generals              | 57     |
| 1941/42 | Bob Wiest       | Brantford Lions              | 68     |
| 1940/41 | Gaye Stewart    | Toronto Marlboros            | 44     |
| 1939/40 | Jud McAtee      | Oshawa Generals              | 44     |
| 1938/39 | Billy Taylor    | Oshawa Generals              | 53     |
| 1937/38 | Hank Goldup     | Toronto Marlboros            | 41     |
| 1936/37 | Billy Taylor    | Oshawa Generals              | 26     |
| 1935/36 | John O’Flaherty | West Toronto Redmen          | 20     |
| 1934/35 | Jimmy Good      | Toronto Lions                | 28     |
| 1933/34 | Joe Graboski    | Oshawa Majors                | 46     |